# Lebedivka, Svatove
Lebedivka (în ucraineană Лебедівка) este un sat în comuna Verhnea Duvanka din raionul Svatove, regiunea Luhansk, Ucraina.

## Demografie
Componența lingvistică a localității Lebedivka
     Ucraineană (91,43%)
     Rusă (8,57%)
Conform recensământului din 2001, majoritatea populației localității Lebedivka era vorbitoare de ucraineană (91,43%), existând în minoritate și vorbitori de rusă (8,57%).